# Eugnathia diagonalis
Eugnathia diagonalis är en fjärilsart som beskrevs av George Francis Hampson 1910. Eugnathia diagonalis ingår i släktet Eugnathia och familjen nattflyn. Inga underarter finns listade i Catalogue of Life.